# Dia Internacional de les Persones No-Binàries
El Dia Internacional de les Persones No-Binàries o Dia per la Visibilitat No-Binària es celebra cada any el 14 de juliol i té com a objectiu crear consciència i organitzar-se entorn dels problemes que enfronten les persones no-binàries a tot el món. Es va celebrar per primera vegada en 2012.
Encara que a la majoria dels països, no es reconeix el gènere no-binari com a legal, Austràlia, Bangladés, el Canadà, Dinamarca, Alemanya, Països Baixos, els Estats Units, i Nova Zelanda inclouen opcions de gènere no-binari en el passaport o permeten als residents de marcar el gènere amb una 'X' en la llicència de conduir.
La Setmana de Conscienciació No-Binària és la setmana que comença el diumenge o el dilluns anterior al Dia Internacional de les Persones No-Binàries el 14 de juliol. Aquest és un període de conscienciació LGBTQ+ dedicat a aquells que no encaixen dins del gènere binari tradicional, és a dir, aquells que no s'identifiquen exclusivament com a home o dona, o que poden identificar-se com a home i dona, o poden cauen fora d'aquestes categories per complet.